# Blatska
Blatska (în bulgară Блатска) este un sat în Obștina Hadjidimovo, Regiunea Blagoevgrad, Bulgaria.

## Demografie
Componența etnică a satului Blatska
     Bulgari (6,14%)
     Turci (31,55%)
     Nicio identificare (62,29%)
     Altele (0%)
La recensământul din 2011, populația satului Blatska era de 618 locuitori. Nu există o etnie majoritară, locuitorii fiind turci (31,55%) și bulgari (6,14%). Pentru 62,29% din locuitori nu este cunoscută apartenența etnică.